# Zaliwie-Szpinki
Zaliwie-Szpinki – wieś w Polsce położona w województwie mazowieckim, w powiecie siedleckim, w gminie Mokobody nad rzeką Liwiec. Ma status sołectwa.
Pierwsza wzmanka o Zaliwiu pojawiła się dnia 19 czerwca 1419 roku. Tego dnia książę mazowiecki Janusz I Starszy na wniosek Zdzisława z Dąbrówki, Pawła i Zdzisława z Zaliwia formalnie potwierdza ich prawa własności do tych dóbr, jednocześnie ustanawiając podatek 12 groszy od włóki oraz prawo do połowu bobrów. W roku 1476 majątek Zaliwie dzieli się między dwóch szlachciców Jana Wspinka i Jana Piegawkę i od ich przydomków biorą się nazwy Zaliwie-Szpinki i Zaliwie-Piegawki.
Wierni Kościoła rzymskokatolickiego należą do parafii św. Jadwigi w Mokobodach.
W latach 1975–1998 miejscowość administracyjnie należała do województwa siedleckiego.
W Zaliwiu-Szpinki, rozpoczyna się trasa, spływu kajakowego Liwcem. Trasa ma długości 15,7 km. Spływ trwa około czterech godzin i kończy się we wsi Wyszków. Na miejscu jest możliwość wypożyczenia kajaków, a także możliwość transportu osób i sprzętu do miejsca startu. 
W roku 2014 ze środków Europejskiego Funduszu Rozwoju Regionalnego oraz budżetu zostały oznakowane szlaki kajakowe na Liwcu oraz dopływach Kostrzyniu i Muchawce.